# Natação na Universíada de Verão de 1987

## Quadro de medalhas
| Ordem | País                   | Medalha de ouro | Medalha de prata | Medalha de bronze |    |
| ----- | ---------------------- | --------------- | ---------------- | ----------------- | -- |
| 1     | USA Estados Unidos     | 9               | 11               | 10                | 30 |
| 2     | ROM Romênia            | 7               | 2                | 2                 | 11 |
| 3     | ITA Itália             | 3               | 2                | 2                 | 7  |
| 4     | GBR Grã-Bretanha       | 3               |                  | 3                 | 6  |
| 5     | NED Países Baixos      | 2               | 9                | 6                 | 17 |
| 6     | JPN Japão              | 2               | 1                | 1                 | 4  |
| 7     | URS União Soviética    | 1               | 1                | 2                 | 4  |
| 8     | AUS Austrália          | 1               | 1                |                   | 2  |
| 9     | BEL Bélgica            | 1               | 1                |                   | 2  |
| 10    | NZL Nova Zelândia      | 1               | 1                |                   | 2  |
| 11    | GRE Grécia             | 1               |                  |                   | 1  |
| 12    | POR Portugal           | 1               |                  |                   | 1  |
| 13    | YUG Iugoslávia         |                 | 2                |                   | 2  |
| 14    | HUN Hungria            |                 | 1                |                   | 1  |
| 15    | SUI Suíça              |                 | 1                |                   | 1  |
| 16    | FRG Alemanha Ocidental |                 |                  | 3                 | 3  |
| 17    | CHN China              |                 |                  | 1                 | 1  |
| 18    | TCH Checoslováquia     |                 |                  | 1                 | 1  |